# 上矢作町
上矢作町（かみやはぎちょう）は、かつて岐阜県恵那郡にあった町である。2004年（平成16年）10月25日に合併によって（新）恵那市が発足し、同日に自治体としての上矢作町は廃止された。恵那市の町名として上矢作町が設定された。

## 地理
岐阜県の南東端に位置する恵那市の南東部を構成する地区であり、長野県と愛知県に接する。美濃三河高原に属すが、北部の焼山などは木曽山脈の延長部にあたる。面積の95%が山林であり、人工林の割合も高く、かつては林業が基幹産業として成立していたが、現在は衰退しており過疎化が進んでいる。
夏は冷涼であり、冬は乾燥して寒冷である。
地名の由来である矢作川の各支流が町内を流れ、愛知県との県境で本流と合流している。集落はおしなべて谷底の小規模な河成段丘に形成されている。
山岳
- 焼山
- 三森山
- 三国山

河川
- 矢作川
- 上村川

### 大字・字
- 大字:なし（旧・上村）
- 字:木地山、室澤、磯澤、上の平、やげ、中畷、はね、下川原、山ぐろ、清水、上貝戸、万場、上足澤、下足澤、川向、大平、大倉、佛供田、下垣外、田子澤、中越、奥達原、達原、中新田、高井戸、東畑、川原島、大門、竹の上、紙屋、辻見堂、古瀬、西の澤、平井、新市場、中島、城山、上村山、間野、中の平、上宇連、下宇連、岩名澤、乙澤、茗荷久保、萩原、琴ケ澤、鎌瀬、大久保、和田、紺屋井戸、釜ケ澤、上本郷、下本郷、根山、大畑、よよ洞、阿寺、はばらき、兼定、おんの久保、中根、山城、下廣表、上廣表、高平、本地、末廣、陣屋洞、西洞、番内、坂下、坊主洞、田中、雉子洞、服部平、青なぎ、東石洞、西石洞、長根、上市の瀬、下市の瀬、板取久保、西石洞、崩澤、麻畑ケ根、向井戸、下田
- 大字:下
  - 字:平岩、柳ケ瀬、澄ケ瀬、北澄ケ瀬、千町、西千町、水邊、島、桑原、上廣見、中廣見、下廣見、羽根、宮本、谷下、大澤、裏山、丸山、上久呂瀬、中久呂瀬、下久呂瀬、市場、牧、山室、篁、増澤、松根、小御所、深澤、門野、
- 大字:漆原
  - 字:横吹、松下、本郷、阿寺、峯、井澤、柿平、大馬渡、西三作、東三作、高井澤、越澤
- 大字:小田子
  - 字:中屋、大地、久武瀬、田代、羽根、大平下、門野、まぜぐち、清水、乙原

## 歴史

### 中世
平安時代から戦国時代末期まで、この地域は恵那郡遠山荘の一部だった。岩村城を本拠地とする地頭の遠山氏の領地。
天文23年（1554年）8月には遠山氏が武田氏に臣従した。武田信玄は伊那の下条信氏に恵那郡上村を与えた。元亀3年（1572年）12月には、甲斐と信濃の武田軍が、遠山氏の本拠地であった岩村城の遠山景任を攻撃するために上村に侵入し、遠山氏と武田氏との間で上村合戦が行われた。
天正13年（1586年）には美濃国を震源とする天正大地震が起こり、達原字荒で大規模な山体崩落が発生し、上村川が堰き止められて天然ダム湖が形成された。現在の上矢作町達原に海と言う地名があるのは、その名残である。

### 近世
江戸時代のこの地域は岩村藩領だった。享保6年（1721年）、上村川上流の下伊那郡平谷村で大洪水が発生し、達原の天然ダム湖が決壊し失われた。

### 近代・現代

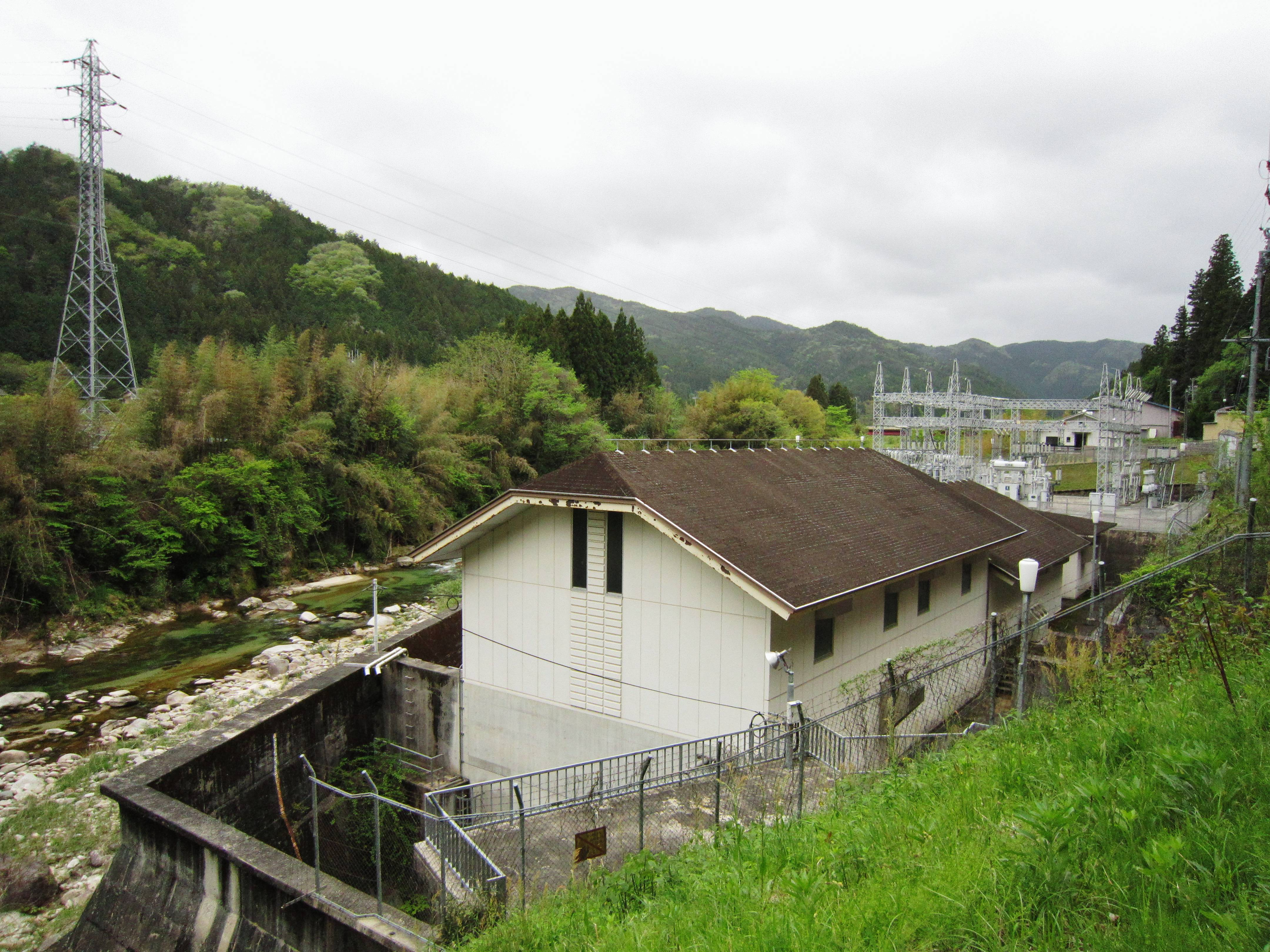
下村発電所

- 1872年（明治5年）8月 - 上村、飯田洞村、木実村、達原村、島村、小笹原村、横道村が合併して恵那郡上村が成立
- 1889年（明治22年）7月 - 下村、漆原村、小田子村が合併して恵那郡下原田村が成立
- 1920年（大正9年）12月31日 - 矢作水力による下村発電所が運転を開始。
- 1956年（昭和31年）9月30日 - 上村と下原田村が合併して上矢作町が成立
- 1959年（昭和34年）9月26日 - 伊勢湾台風によって重軽傷者10人、家屋の全壊24戸などの被害があった[1]。
- 2000年（平成12年）9月11日・12日 - 恵南豪雨によって死者1人、家屋の全壊2戸、流出9戸などの被害があり[1]、一時は達原集落が孤立した[2]。
- 2004年（平成16年）10月25日 - 恵那市、恵那郡岩村町・山岡町・明智町・串原村・上矢作町の1市4町1村が合併し、新たに恵那市が発足した。

## 教育

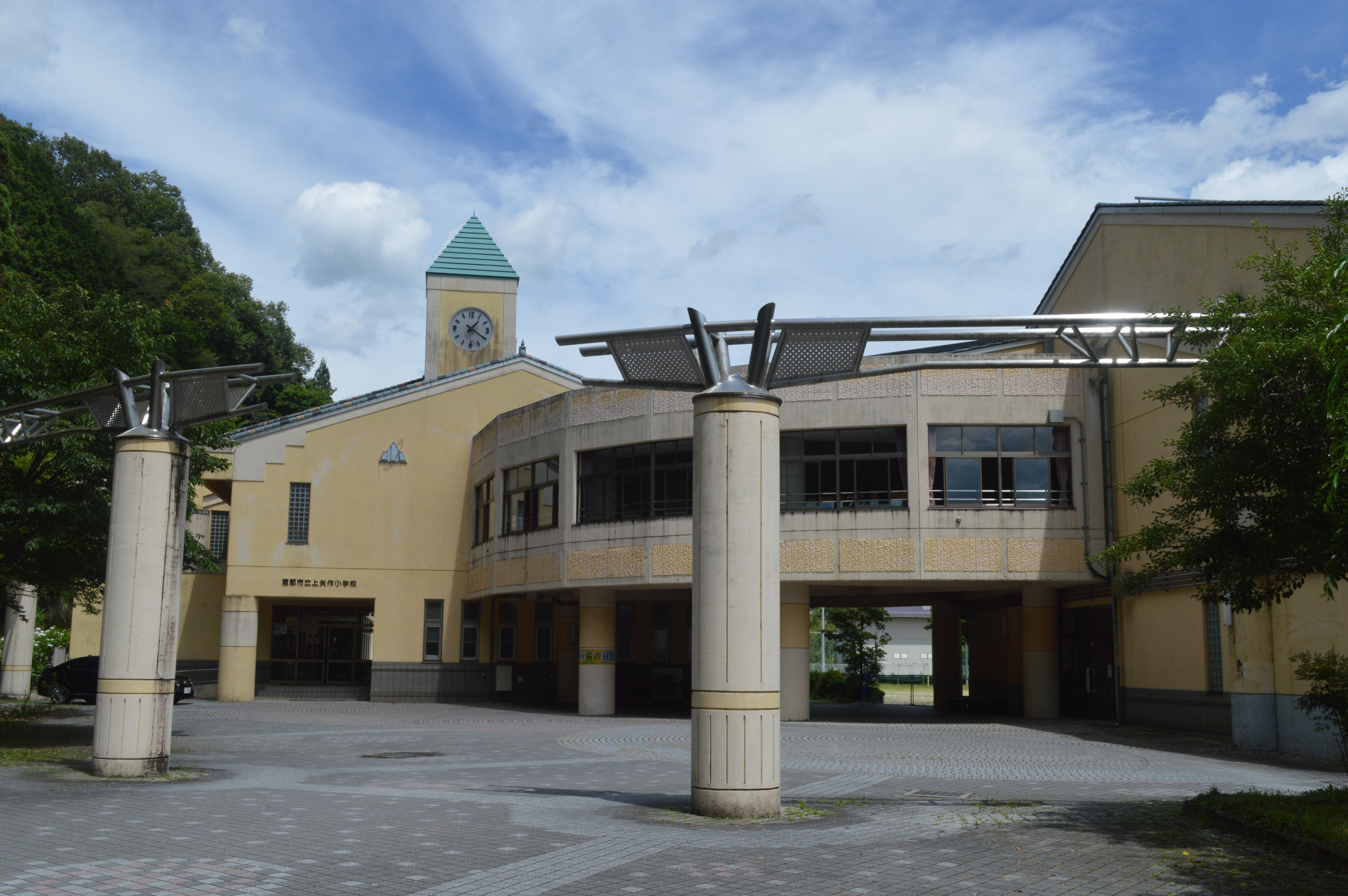
上矢作町立上矢作小学校

上矢作町に高等学校は存在しなかった。岐阜県立の高校（普通科は東濃学区）の他、隣接県特例で愛知県立田口高校稲武校舎（2008年3月閉校）への志願も可能だった。

### 小学校
- 上矢作町立上矢作小学校

### 中学校
- 上矢作町立上矢作中学校

### 2004年以前に廃校となった小中学校
- 上矢作町立上小学校（1992年廃校）
  - 上矢作町立上小学校達原分校（1965年廃校）
- 上矢作町立下原田小学校（1992年廃校）
- 上矢作町立上中学校（1989年廃校）
- 上矢作町立下原田中学校（1989年廃校）

## 交通
上矢作町には鉄道がなかった。鉄道の最寄駅は明知鉄道明知線岩村駅。

### 道路
一般国道
- 国道257号
- 国道418号

都道府県道
- 岐阜県道・愛知県道20号瑞浪大野瀬線
- 岐阜県道33号瑞浪上矢作線
- 長野県道・愛知県道・岐阜県道101号月瀬上矢作線

## 名所・旧跡・観光スポット

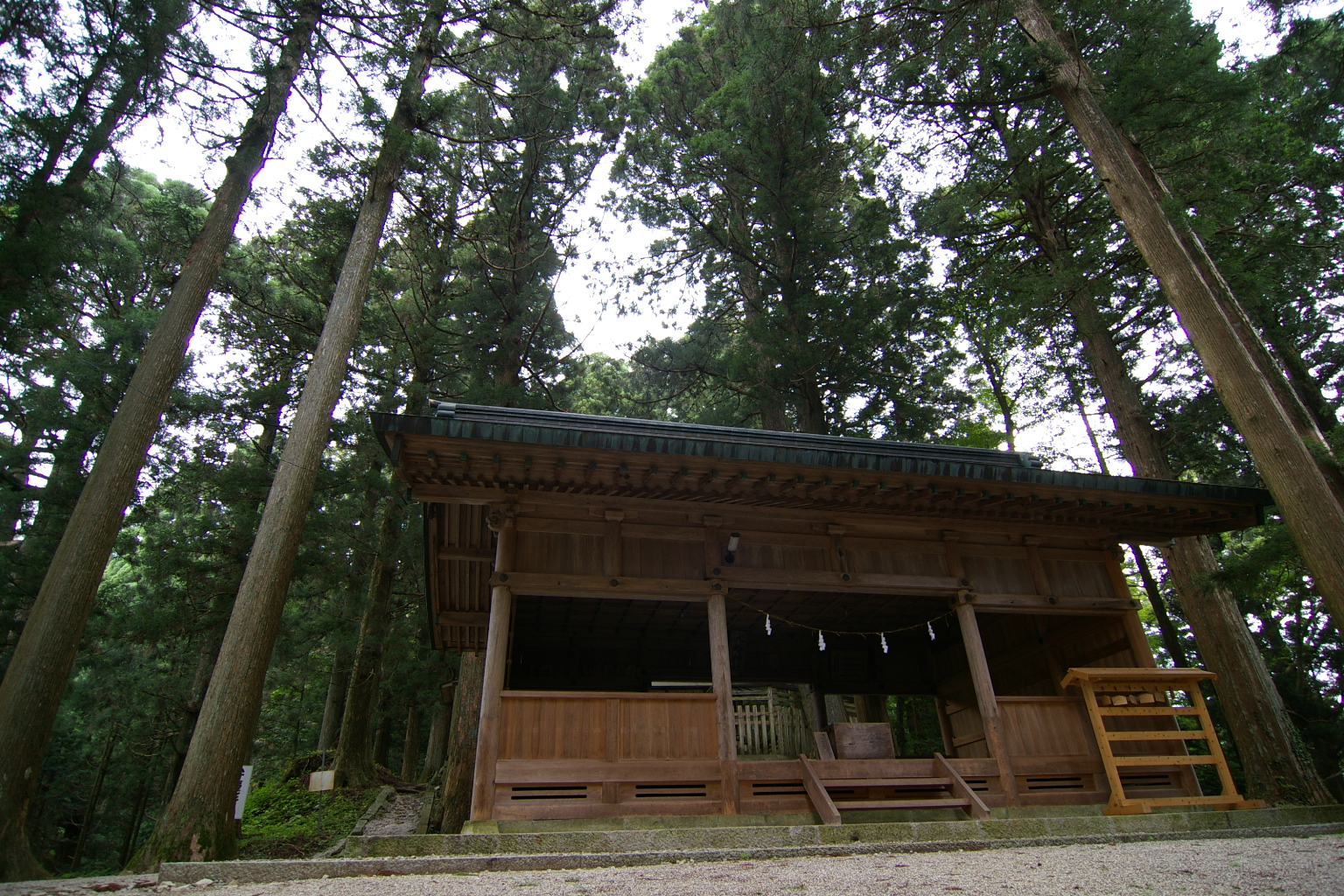
大船神社

- 大船神社 - 標高1060mの大船山にある神社。尾根づたいの参道の松並木は岐阜県指定天然記念物、「日本名松百選」。
- 熊野神社 - 下にある神社。祭礼では神輿が境内でぶつかり合う「けんか神輿」が行われる。かつて境内には農村歌舞伎舞台の熊野会館があった。
- 円頂寺 - 恵那三十三観音霊場15番。
- 萬光寺 - 恵那三十三観音霊場14番。
- 玉泉寺 - 恵那三十三観音霊場16番。
- 道の駅上矢作ラ・フォーレ福寿の里
- 福寿の里モンゴル村
- 大平の福寿草自生地
- 新田の桜
- 達原渓谷
- 澄ヶ瀬簗

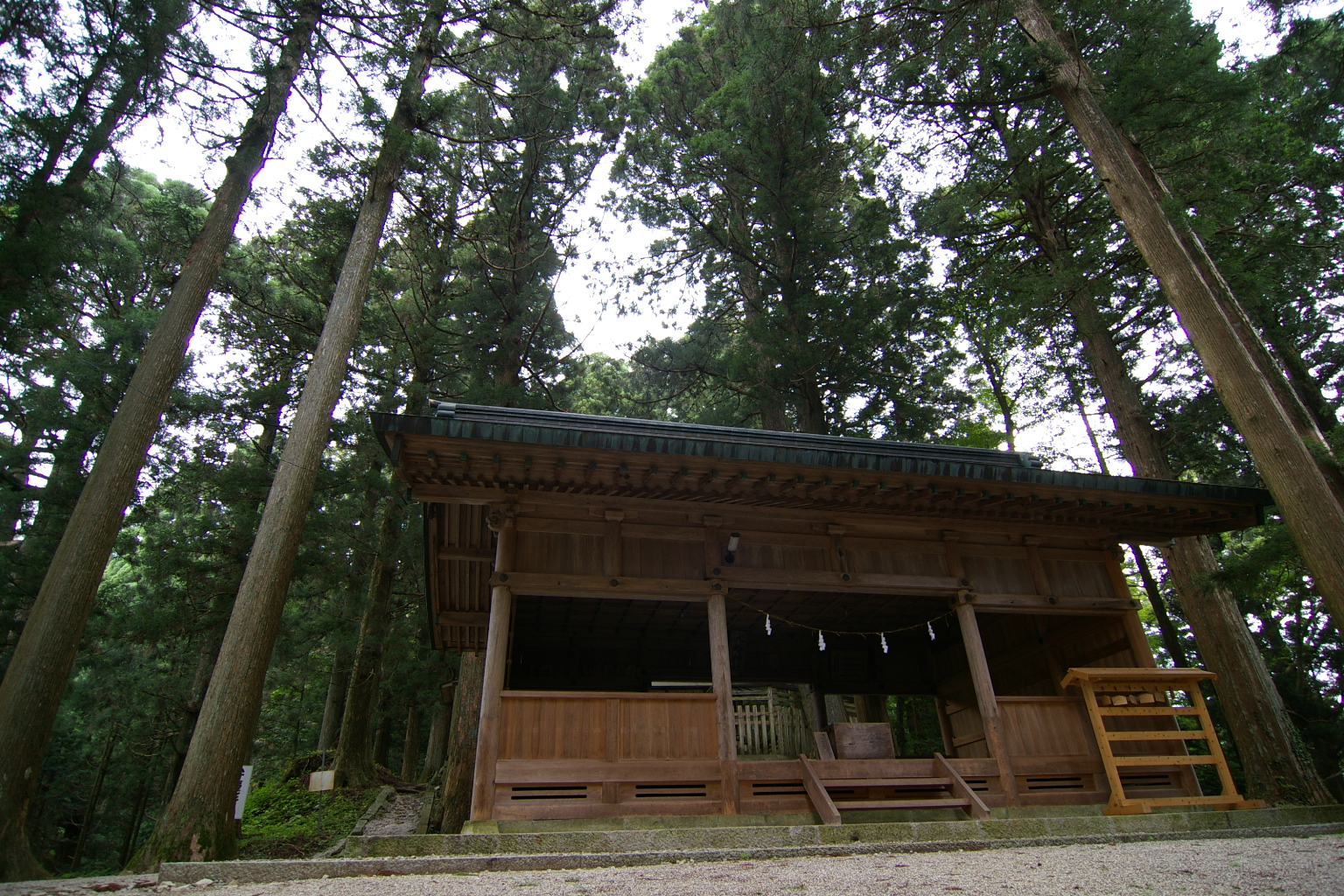
大船神社
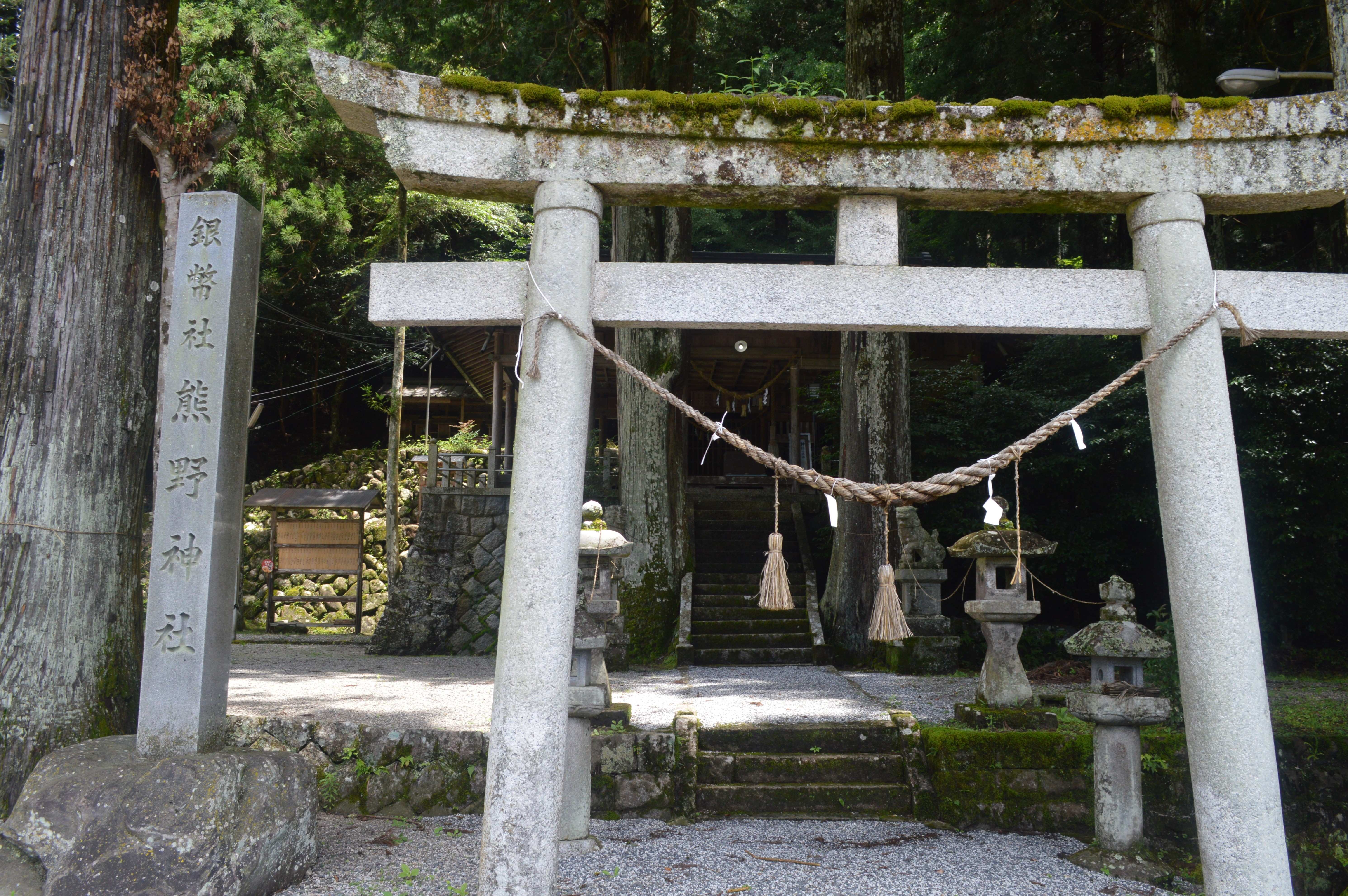
熊野神社
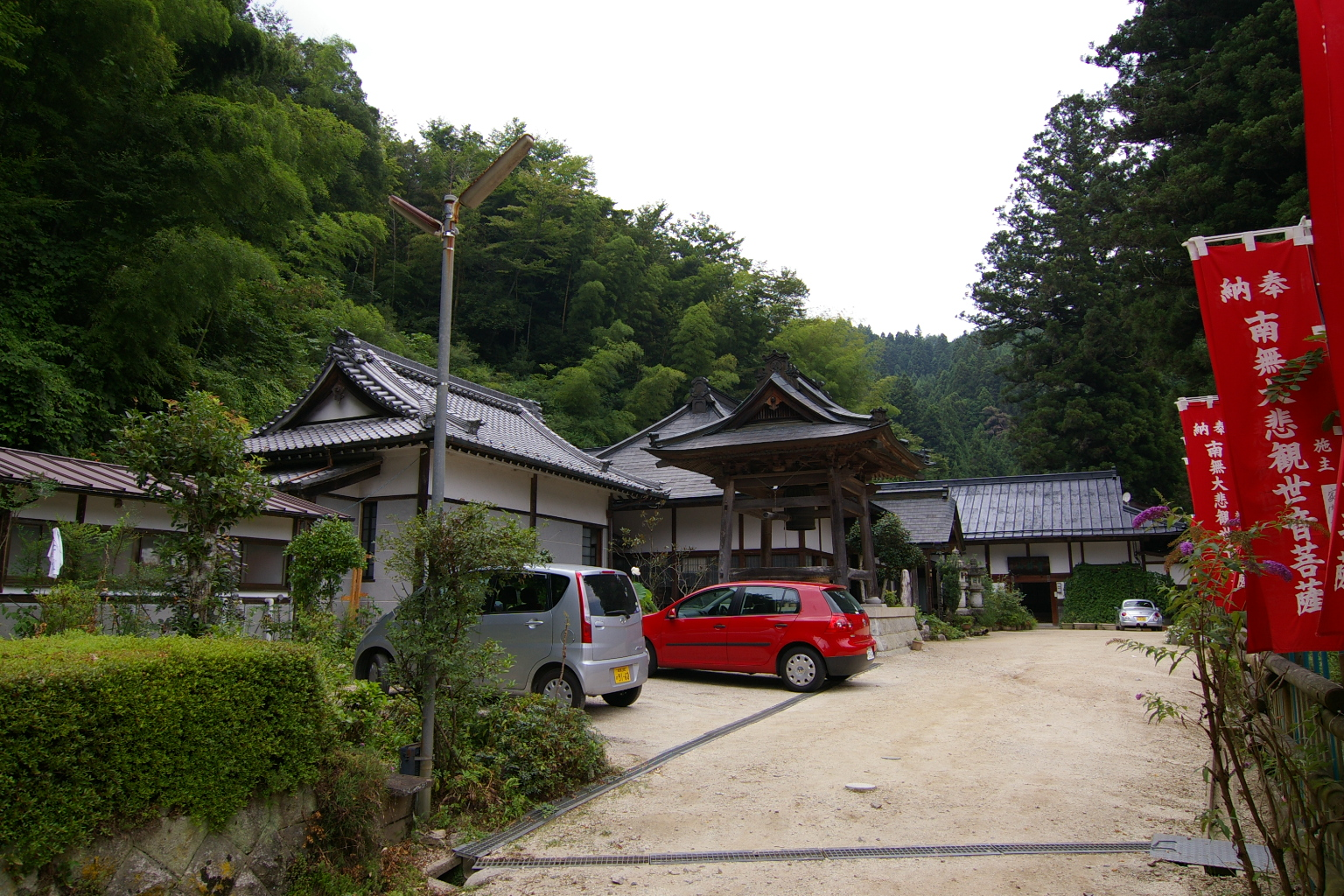
円頂寺
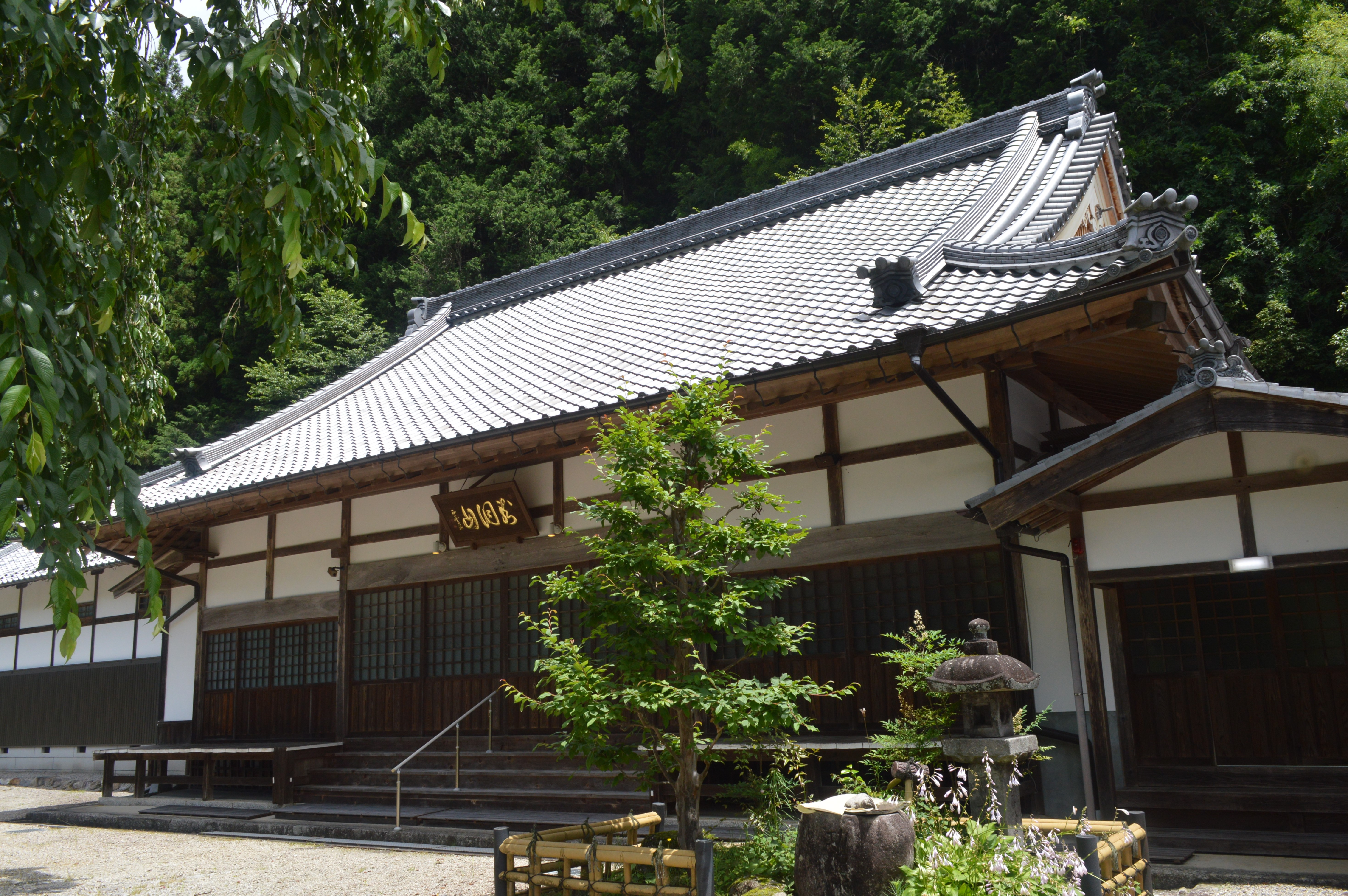
玉泉寺
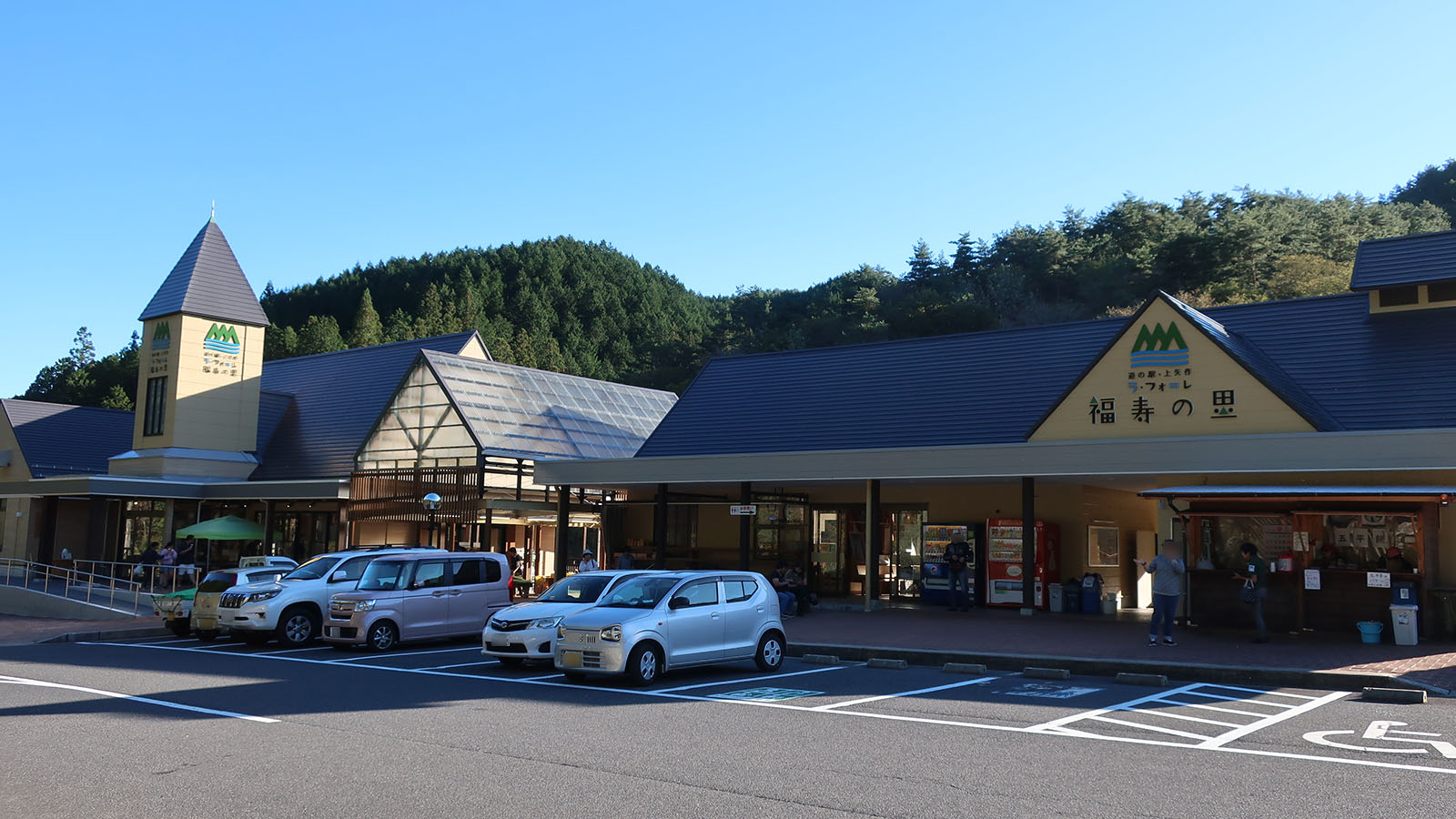
道の駅上矢作ラ・フォーレ福寿の里
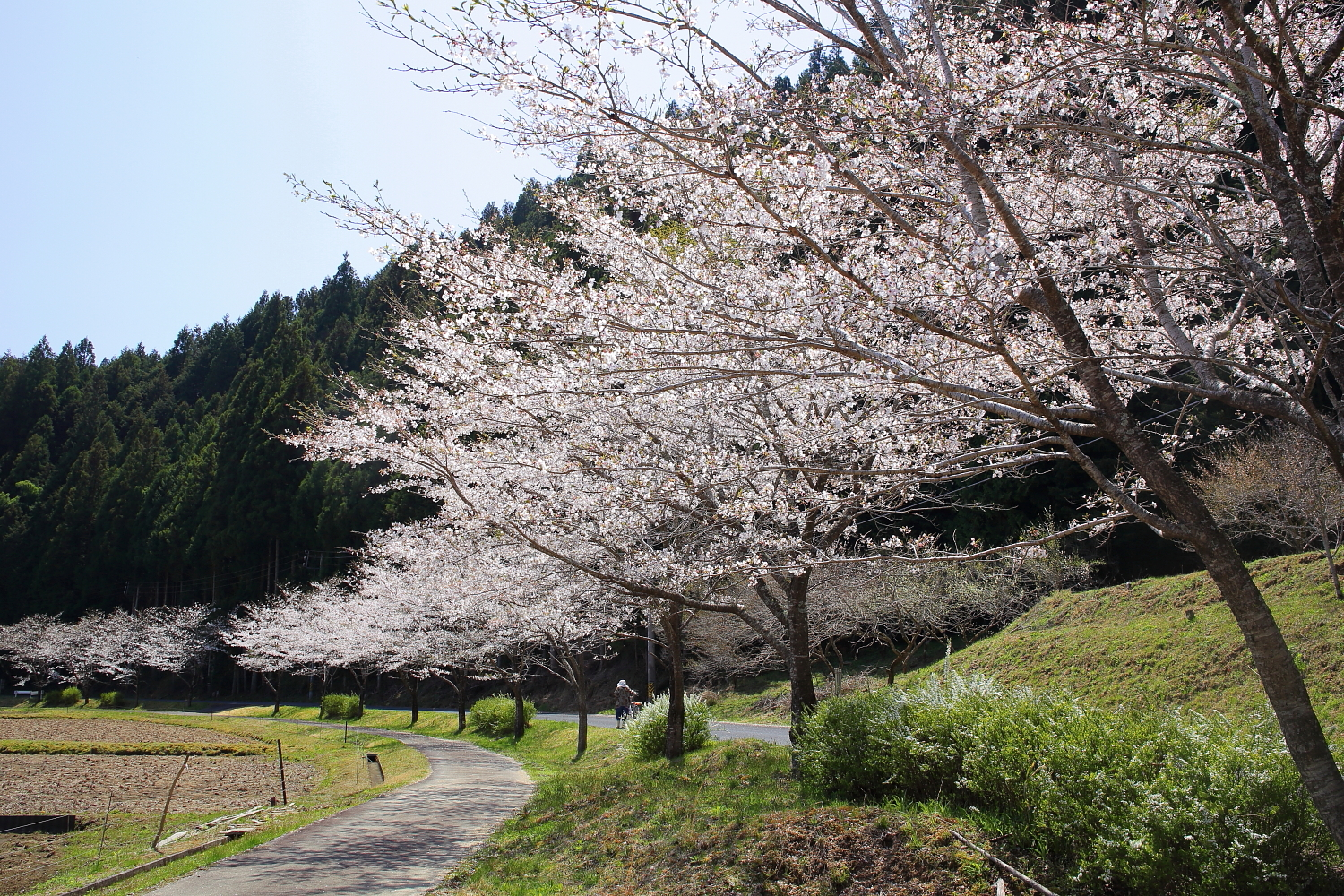
小田子の桜並木